# Système électrique de la Guadeloupe
Le système électrique de la Guadeloupe fait partie des zones insulaires non interconnectées au réseau électrique métropolitain français (ZNI) qui disposent d’une législation spécifique concernant la production et la distribution d’électricité. Étant électriquement isolées, les zones insulaires doivent produire elles-mêmes l’énergie qu’elles consomment. 
La Guadeloupe reste très dépendante des énergies fossiles, qui constituent 86 % du mix énergétique local[Quand ?], malgré un potentiel naturel important en termes d’énergies renouvelables. En effet, les ressources géothermiques sont propices à la production électrique, tandis que l’importante culture de canne à sucre permet d’exploiter la bagasse (résidu de la production de canne à sucre utilisé comme combustible dans certaines centrales thermiques). Les énergies renouvelables représentent environ 14 % du mix énergétique : 2 % de photovoltaïque, 2 % d’hydroélectricité, 5 % de géothermie, 5 % de biomasse (bagasse). Depuis quelques années, la Guadeloupe doit faire face à une forte hausse de la consommation d’électricité (équipement des ménages, systèmes de climatisation…). En plus de la promotion des économies d’énergies, de nouvelles installations sont nécessaires pour l’archipel.

## Moyens de production

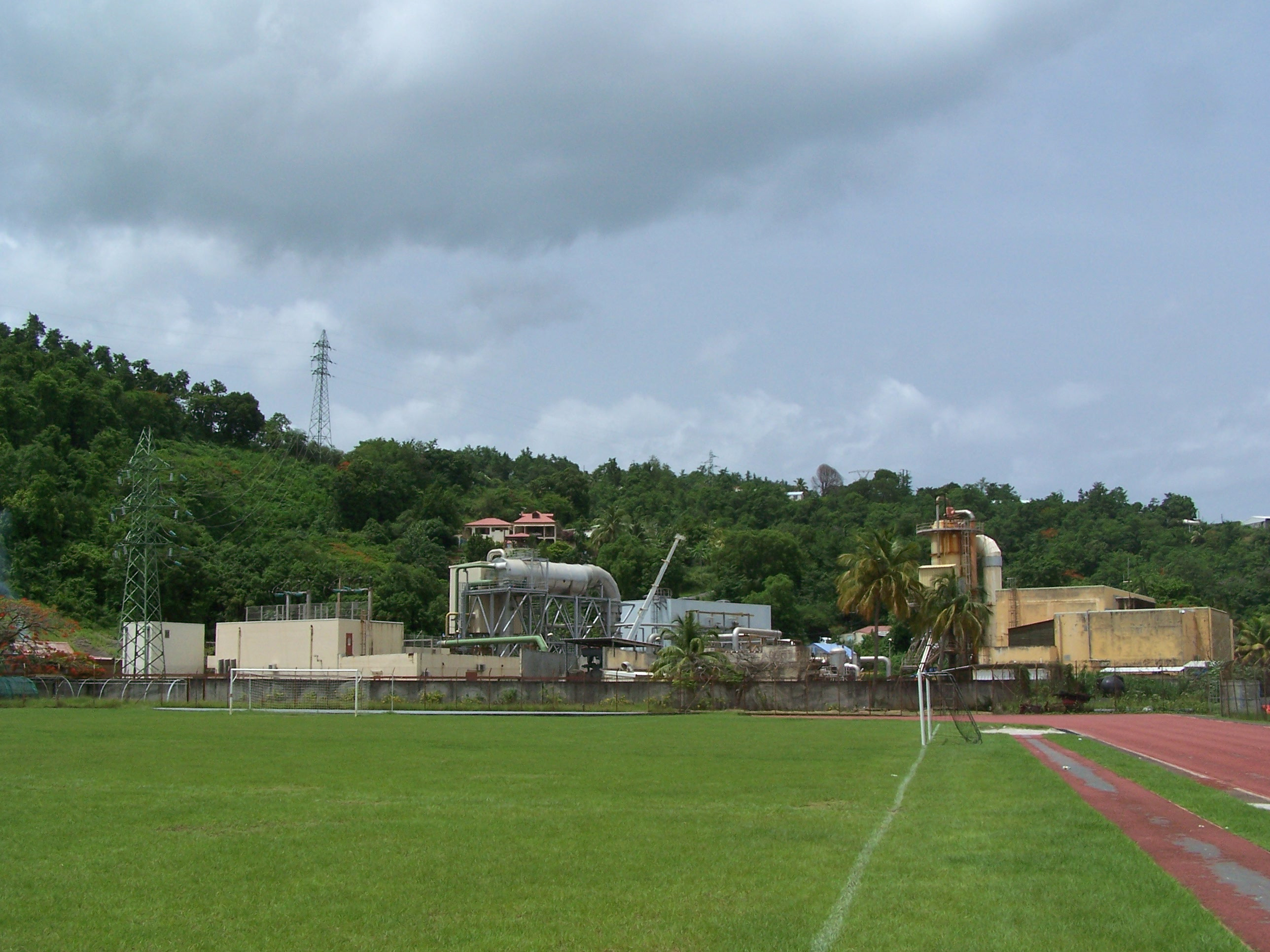
Centrale géothermique de Bouillante à l'ouest de Basse-Terre.

La Guadeloupe utilise plusieurs catégories de moyens de production d'électricité : centrales thermiques fossiles d'une part, énergies renouvelables d'autre part (hydroélectricité, bagasse, géothermie, éolien, solaire). Le parc de production guadeloupéen comprend :
Centrales à énergies renouvelables ou mixtes :
- Centrale géothermique de Bouillante (13,5 MW) sur la côte ouest de Basse-Terre ;
- En 2010, la production hydraulique totale en Guadeloupe a été de 15 GWh pour une puissance installée totale de 8,7 MW
  - deux usines hydroélectriques d'EDF Énergies nouvelles : à Le Carbet (3,5 MW) et à Canal Saint-Louis
  - centrale hydroélectrique d'EDF de Bananier à Capesterre-Belle-Eau : 3 MW totaux
- Aérowatt : 26,6 MW d'éolien répartis sur le territoire : 
  - Il y a actuellement douze parcs éoliens qui représentent une puissance totale de 27 MW et qui ont livré environ 45 GWhe au réseau électrique en 2011, soit près du quart de la production électrique d’origine renouvelable de la Guadeloupe. Les parcs éoliens se situent sur Grande-Terre, La Désirade, Marie-Galante et Les Saintes. Les éoliennes sont des éoliennes bipales et ont une puissance comprise entre 60 kW et 275 kW. Ces éoliennes ont toutes la caractéristique d’être rabattable pour faire face aux conditions cycloniques de la Guadeloupe.
  - Les éoliennes se situent à : Anse-Bertrand, Petit-Canal, Saint-François, Capesterre-de-Marie-Galante (parc du morne Constant[3]), La Désirade, Terre-de-Bas.
- centrale thermique du Moule : bagasse-charbon (59,5 MW) d'Albioma (ex-Séchilienne Sidec)[4]. En novembre 2018, Albioma annonce sa décision de convertir cette centrale charbon à la biomasse pour 2025 avec de la bagasse, du bois, et des granulés de bois importés[5] ; cette centrale de 34 MW produit 260 GWh/an, soit 30 %[5] de la consommation de l'île ; la part des énergies renouvelables dans la production d'électricité passera ainsi de 20,5 % à 45 %[5],[6].
- L’unité de valorisation de biogaz de la Gabarre aux Abymes, inaugurée en novembre 2017, qui produit 18 MWh par an, soit 1,5 % de la production insulaire[7]. L’énergie électrique produite est envoyée sur le réseau local et distribuée par l’opérateur historique EDF Archipel Guadeloupe[8].

Centrales Diesel :
- Jarry : Jarry Nord diesel (211 MW) et Jarry Sud turbines à combustion (100 MW) ; remplacées par une nouvelle centrale, entrée en fonction, par étapes, à partir de 2014 et située à la Pointe Jarry : la nouvelle centrale diesel de 220 MW est équipée de douze moteurs de 18,3 MW. Elle est conçue sur une base commune avec les autres centrales en construction en Martinique, à La Réunion et en Corse, constituant ainsi un palier technique homogène. Elle améliore le rendement de 15 %, soit autant d'émissions de CO2 en moins.
- Folle Anse (Marie-Galante) : installation diesel de secours d'EDF (7,1 MW)
- La Désirade : installation diesel de secours d'EDF (1,6 MW)
- Terre-de-Bas (Les Saintes) : installation diesel de secours d'EDF (1,5 MW)
- Saint-Martin : installation diesel d'EDF (39 MW)
- Énergies Saint-Martin : diesel 14,3 MW d'EDF Énergies nouvelles
- Énergies Antilles à Baie-Mahaut : installation diesel 15 MW d'EDF Énergies nouvelles

## Production et consommation
Le bilan électrique de la Guadeloupe a évolué comme suit :
|                                   | 2012  | 2013  | 2014  | 2015  | 2016  | 2016   | Variation (%) | Variation (%) |
|                                   | GWh   | GWh   | GWh   | GWh   | GWh   | %      | 2016/15       | 2016/10       |
| Production d'électricité          |       |       |       |       |       |        |               |               |
| Hydraulique                       | 14    | 19    | 22    | 21    | 34    | 1,8 %  | +62 %         | +143 %        |
| Éolien                            | 52    | 57    | 54    | 53    | 53    | 2,8 %  | +0 %          | +2 %          |
| Photovoltaïque                    | 91    | 99    | 99    | 98    | 90    | 4,8 %  | -8 %          | -1 %          |
| Géothermie                        | 50    | 81    | 75    | 83    | 84    | 4,5 %  | +1 %          | +68 %         |
| Thermique classique               | 1 610 | 1 562 | 1 563 | 1 591 | 1 618 | 86,1 % | +1,7 %        | +0,5 %        |
| Production totale brute           | 1 817 | 1 818 | 1 813 | 1 846 | 1 879 | 100 %  | +1,8 %        | +3,4 %        |
| Consommation branche énergie      | 311   | 308   | 305   | 330   | 323   | 17,2 % | -2 %          | +4 %          |
| Consommation finale d'électricité |       |       |       |       |       |        |               |               |
| Résidentiel                       | 742   | 745   | 724   | 734   | 754   | 48,5 % | +3 %          | +2 %          |
| Tertiaire                         | 701   | 699   | 698   | 693   | 712   | 45,8 % | +3 %          | +2 %          |
| Industrie, agric., transports     | 64    | 66    | 86    | 88    | 91    | 5,8 %  | +3 %          | +42 %         |
| Consommation finale               | 1 507 | 1 510 | 1 508 | 1 515 | 1 556 | 100 %  | +2,7 %        | -12 %         |

## Réseau électrique
Le réseau électrique de l'archipel guadeloupéen est constitué au 30 novembre 2014 de :
- 213,6 km de lignes haute tension (HTB : 63 kV) dont 16,3 km enfouis,
- 2 217 km de lignes moyenne tension (HTA : 20 kV) dont 1 565 km enfouis et 66 km de câbles sous-marin (liaisons avec Marie-Galante, la Désirade et Les Saintes),
- 4 154 km de lignes basse tension (BT : 220 V) dont 1 192 km enfouis.

## Centrale thermique diesel de Jarry
La Guadeloupe connaît durant plusieurs années une situation précaire de l'équilibre entre l'offre et la demande d'électricité. Malgré des efforts pour maîtriser la demande d'énergie et un développement rapide des énergies renouvelables éoliennes et photovoltaïques, l'appel aux moyens de secours comme les turbines à combustion est fréquent. Durant certaines périodes, cette précarité a pour conséquence des délestages tournants de l'alimentation des réseaux en raison du manque de puissance disponible sur son ensemble. Pour un système électrique insulaire, les centrales à moteurs diesel constituent le moyen le plus efficace pour faire face à tout moment aux variations rapides de consommation d'électricité au cours d'une même journée. Cette souplesse permet également de s'adapter aux fluctuations de puissance des énergies renouvelables éoliennes ou photovoltaïques, favorisant ainsi leur développement. EDF, à travers sa filiale EDF PEI Pointe Jarry, investit pour remplacer la centrale thermique Diesel de la Pointe Jarry par une nouvelle centrale plus performante et qui anticipe les nouvelles réglementations environnementales.
Cette centrale diesel de 210 MW est équipée de douze moteurs de 18,3 MW a démarré en 2013-2014 ; elle est conçue sur une base commune avec les autres centrales en construction en Martinique, à La Réunion et en Corse, constituant ainsi un palier technique homogène qui réduira les coûts de maintenance par la standardisation des matériels. Les nouveaux moteurs permettent une amélioration du rendement de 15 %, soit autant d'émissions de CO2 en moins. Ils seront également équipés de dispositifs de limitation de rejets atmosphériques.